# Східний Місаміс
Східний Місаміс (себ.: Sidlakang Misamis) — провінція Філіппін у регіоні Північне Мінданао на острові Мінданао. Адміністративним центром провінції є місто Кагаян-де-Оро. Східний Місаміс був виділений з провінції Себу. Спочатку була створена одна провінція під назвою Місаміс, а в 1929 році вона була розділена на Східний Місаміс та Західний Місаміс.

## Географія
Провінція Східний Місаміс розташована на півночі острова Мінданао. Східний Місаміс межує з провінцією Букіднон на півдні, провінцією Північний Агусан — на сході, провінцією Північний Ланао — на заході. На півночі провінція межує з морем Бохол та острівною провінцією Каміґуїн, яка розташована недалеко від узбережжя.
Площа провінції становить 3 131,52 км2.

### Адміністративний поділ
Адміністративно провінція поділяється на 23 муніципалітети та два незалежних міста.

## Демографія
Згідно перепису 2015 року населення міста становило 888 509 осіб. Якщо місто Кагаян-де-Оро включити до складу провінції, то населення становитиме 1 564 459 осіб. Найпоширенішою мовою є себуанська. Також використовуються тагальська та англійська. Понад 80% населення сповідує католицтво.

## Економіка
Основними галузями економіки є сільське господарство, лісова, металургійна, хімічна, мінеральна, гумова та харчова промисловість.